# Ladislav Falta
Ladislav Falta (n. 30 ianuarie 1936, Opočno⁠(d), Hradec Králové, Cehia – d. 18 decembrie 2021) a fost un trăgător de tir ce a reprezentat Cehoslovacia, medaliat olimpic. A participat la 3 ediții ale Jocurilor Olimpice (1964, 1968, 1972) în care a câștigat o medalie de argint.